# Liste der Baudenkmäler in Falkenfels
Auf dieser Seite sind die Baudenkmäler in der niederbayerischen Gemeinde Falkenfels zusammengestellt. Diese Tabelle ist eine Teilliste der Liste der Baudenkmäler in Bayern. Grundlage ist die Bayerische Denkmalliste, die auf Basis des Bayerischen Denkmalschutzgesetzes vom 1. Oktober 1973 erstmals erstellt wurde und seither durch das Bayerische Landesamt für Denkmalpflege geführt wird. Die folgenden Angaben ersetzen nicht die rechtsverbindliche Auskunft der Denkmalschutzbehörde.

## Baudenkmäler nach Ortsteilen

### Falkenfels
| Lage                            | Objekt                                         | Beschreibung | Akten-Nr.              | Bild                                           |
| ------------------------------- | ---------------------------------------------- | --- | ---------------------- | ---------------------------------------------- |
| Burgstraße 8 (Standort)         | Schloss                                        | Bergfried des 13. Jahrhunderts, Anbauten und Nebengebäude überwiegend 19. Jahrhundert; mit Ausstattung; Reste der Befestigungsmauern erhalten. | D-2-78-120-2 Wikidata  | weitere Bilder                                 |
| Burgstraße 10 (Standort)        | Schlosskapelle St. Joseph                      | Erbaut Ende 17. Jahrhundert, wesentlich erweitert im 19. Jahrhundert; mit Ausstattung.                                                         | D-2-78-120-12 Wikidata | weitere Bilder                                 |
| Dorfstraße 13 (Standort)        | Kleinhaus, ehemaliger geständerter Traidkasten | Mit Steildach und Giebellaube, Anfang 19. Jahrhundert.                                                                                         | D-2-78-120-3 Wikidata  | Kleinhaus, ehemaliger geständerter Traidkasten |
| St.-Nikola-Straße 5 (Standort)  | Ehemaliges Kleinbauernhaus                     | Mit Blockbau-Giebel, erste Hälfte 19. Jahrhundert.                                                                                             | D-2-78-120-5 Wikidata  | BW                                             |
| St.-Nikola-Straße 11 (Standort) | Katholische Filialkirche St. Nikolaus          | Erbaut nach Mitte 17. Jahrhundert, 1717 erneuert; mit Ausstattung.                                                                             | D-2-78-120-1 Wikidata  | weitere Bilder                                 |

### Hirschberg
| Lage                    | Objekt                                                        | Beschreibung           | Akten-Nr.             | Bild |
| ----------------------- | ------------------------------------------------------------- | ---------------------- | --------------------- | ---- |
| Hirschberg 3 (Standort) | Kleinbauernhaus mit Blockbau-Obergeschoss und Steilsatteldach | Mitte 19. Jahrhundert. | D-2-78-120-8 Wikidata | BW   |

### Riederszell
| Lage                      | Objekt                | Beschreibung                                                           | Akten-Nr.             | Bild |
| ------------------------- | --------------------- | ---------------------------------------------------------------------- | --------------------- | ---- |
| Riederszell 12 (Standort) | Ehemaliges Bauernhaus | Eingeschossig mit Blockbau-Kniestock, zweites Viertel 19. Jahrhundert. | D-2-78-120-9 Wikidata | BW   |

### Sankt Johann
| Lage                      | Objekt                                     | Beschreibung | Akten-Nr.              | Bild           |
| ------------------------- | ------------------------------------------ | --- | ---------------------- | -------------- |
| Dexenholz (Standort)      | Wegkapelle                                 | Erbaut 1835 | D-2-78-120-7           | Wegkapelle     |
| Sankt Johann 1 (Standort) | Katholische Kirche St. Johannes der Täufer | Einheitliche Barockanlage, um 1700; mit Ausstattung.                                                                 | D-2-78-120-10          | weitere Bilder |
| Sankt Johann 2 (Standort) | Waldlerhaus                                | Verputzter Blockbau mit offenem Giebel, Bretterschrot, geschnitzter Mittelsäule mit Kopfbug, Anfang 18. Jahrhundert. | D-2-78-120-11 Wikidata | BW             |